# Drechow
Drechow település Németországban, Mecklenburg-Elő-Pomeránia tartományban. Lakosainak száma 219 fő (2023. december 31.).

## Népesség
A település népességének változása:
| Lakosok száma | 241  | 246  | 234  | 217  | 216  | 219  |
|               | 2014 | 2017 | 2019 | 2021 | 2022 | 2023 |